# タムリン・トミタ
タムリン・トミタ（Tamlyn Tomita、本名：Tamlyn Naomi Tomita、1966年1月27日 - ）は、アメリカ合衆国の女優。1986年の『ベスト・キッド2』にクミコ役で出演して知られるようになり、ウェブテレビシリーズの『コブラ会』(2021年)でも同役を再演した。『ジョイ・ラック・クラブ』(1993年)のウェイヴァリー役でも知られている。また『愛と哀しみの旅路』(1990年)、『ピクチャーブライド』(1994年)、『フォー・ルームス』(1995年)、『Robot Stories』(2003年)、『デイ・アフター・トゥモロー』(2004年)、『Gaijin 2: Love Me as I Am』(2005年)などの映画に出演している。
『24 -TWENTY FOUR-』、『Glee』、『Teen Wolf』、『殺人を無罪にする方法』などの連続テレビドラマで準レギュラーとして出演している。Epixの『Berlin Station』(2016年)、ABCの『グッド・ドクター 名医の条件』(2017年)にメインキャストとして出演している。2020年、『スタートレック:ピカード』に準レギュラーとして出演している。

## 生い立ち
1966年1月27日、日系アメリカ人の父親と、日系フィリピン人の母親の間に沖縄県沖縄市の嘉手納基地で生まれ、アメリカ合衆国ロサンゼルスで育った。父親は第二次世界大戦中、強制収容所に収容されていた。両親は朝鮮戦争とベトナム戦争の間に沖縄に駐在していた時に知り合った。母親はマニラ生まれの沖縄出身日本人とフィリピン移民のハーフで、第二次世界大戦後に沖縄に移住した。父親はロサンゼルスに戻った際、ロサンゼルス市警察官となった。グラナダ・ヒルズ高校を卒業し、カリフォルニア大学ロサンゼルス校に進学して歴史を学び、歴史の教師になるつもりであった。1984年、大学3年の時に2世週日本祭の女王に選出された。1963年の女王のヘレン・フナイにより、他の日系アメリカ人女性と共に1986年の『ベスト・キッド2』のクミコ役のオーディションを受けるよう薦められた。両親と大学を卒業することを約束し、その後女優業に進んだ。

## 経歴

### 映画
『ベスト・キッド2』の後、数多くのインディペンデント映画でメインキャストとなった。1987年には川島透監督の日本映画『ハワイアン・ドリーム』にも出演して、時任三郎やジョニー大倉などと共演している。1990年のドラマ映画『愛と哀しみの旅路』では主役を演じた。1993年、アンサンブル・キャストのドラマ映画『ジョイ・ラック・クラブ』(1993年)でミンナ・ウェンと共演した。翌1994年、インディペンデント映画『ピクチャーブライド』に出演した。1995年、コメディ・アンソロジー映画『フォー・ルームス』(1995年)でロバート・ロドリゲス監督による第3話でアントニオ・バンデラスの相手役を演じた。
21世紀に入り、『デイ・アフター・トゥモロー』のジャネット・タカダ役など、さらなるインディペンデント映画やハリウッド大作などに出演している。2005年のブラジルのドラマ映画『Gaijin 2: Love Me as I Am』および2003年のインディペンデント映画『Robot Stories』で主演した。第二次世界大戦中、日系アメリカ人で構成された第442連隊戦闘団を描いた『Only the Brave』に出演し、『ベスト・キッド』シリーズ出演者のユウジ・オクモトおよびパット・モリタと共演した。

### テレビ
1988年5月から9月、NBCのソープオペラ『Santa Barbara』にミン・リー役で出演していた。1994年、『暗黒の戦士 ハイランダー』シーズン3第1話にゲスト出演した。2008年、ABCのソープオペラ『ジェネラル・ホスピタル』に出演した。2012年、ソープオペラ『デイズ・オブ・アワ・ライブス』に準レギュラーとして出演した。
1996年から1997年、1シーズンで終了したUPNの連続テレビドラマ『The Burning Zone』にレギュラー出演した。1993年、『バビロン5』パイロット版に出演した。経歴を通して『Seven Days』、『タイムマシーンにお願い』、『Living Single』、『ジェシカおばさんの事件簿』、『シカゴ・ホープ』、『ふたりは友達? ウィル&グレイス』、『刑事ナッシュ・ブリッジス』、『ザ・シールド ルール無用の警察バッジ』、『Strong Medicine』、『スターゲイト SG-1』、『スターゲイト アトランティス』、『メンタリスト』、『プライベート・プラクティス 迷えるオトナたち』、『トゥルーブラッド』、『ノンストップ・スリラー「暴走地区-ZOO-」』、『Tour of Duty』、『クリミナル・マインド FBI行動分析課』など多くのドラマやコメディにゲスト出演している。他に『女検死医ジョーダン』、『犯罪捜査官ネイビーファイル』、『24 -TWENTY FOUR-』、『ユーリカ 〜事件です!カーター保安官〜』、『HEROES』、『LAW & ORDER:LA』、『glee/グリー』、『Teen Wolf』、『よみがえり 〜レザレクション〜』、『殺人を無罪にする方法』、『Chasing Life』に長きに亘り準レギュラーとして出演していた。
2016年、Epixの連続ドラマ『Berlin Station』にレギュラー出演していた。2017年から2019年、ABCの医療ドラマ『グッド・ドクター 名医の条件』にリカーリングとして出演していた。
2020年、CBSオールアクセスの連続ウェブドラマ『スタートレック:ピカード』でロミュラン人とヴァルカン人の混血のオウ准将役で準レギュラーとして出演し始めた。
2021年、映画『ベスト・キッド』シリーズの続編テレビドラマ『コブラ会』で35年ぶりにクミコ役を演じ2エピソードに出演した。

## 私生活
長年交際していた俳優のダニエル・ブリンコフと結婚している。

## 主な出演作品

### 映画
| 公開年 | 邦題 原題                                                                               | 役名                       | 備考       |
| ------ | --------------------------------------------------------------------------------------- | -------------------------- | ---------- |
| 1986   | ベスト・キッド2 The Karate Kid, Part II                                                 | クミコ                     |            |
| 1987   | ハワイアン・ドリーム Hawaiian Dream                                                     | カレン・サイトウ           |            |
| 1988   | リターンド・ソルジャー/ベトナム戦士へのレクイエム To Heal a Nation                      | マヤ                       | テレビ映画 |
| 1990   | ベトナムU.S.A. Vietnam, Texas                                                           | ラン                       |            |
| 1990   | ヒロシマ Hiroshima: Out of the Ashes                                                    | サリー                     | テレビ映画 |
| 1990   | 愛と哀しみの旅路 Come See the Paradise                                                  | リリー・ユリコ・カワムラ   |            |
| 1993   | CGスペース・アドベンチャー バビロン5(バビロン5 序章 前編/後編) Babylon 5: The Gathering | ローレル・タカシマ少佐     | テレビ映画 |
| 1993   | ジョイ・ラック・クラブ The Joy Luck Club                                                | ウェイヴァリー             |            |
| 1994   | ピクチャーブライド Picture Bride                                                        | カナ                       |            |
| 1994   | バニシング・サン2 Vanishing Son II                                                      | ランシー                   | テレビ映画 |
| 1994   | バニシング・サン4 Vanishing Son IV                                                      | ランシー                   | テレビ映画 |
| 1995   | フォー・ルームス Four Rooms                                                             | 妻                         |            |
| 1997   | 推定殺人者 The Killing Jar                                                              | ダイアン・サンフォード     |            |
| 1997   | タッチ Touch                                                                            | 検察官                     |            |
| 1998   | Hundred Percent                                                                         |                            |            |
| 1998   | Soundman                                                                                |                            |            |
| 1998   | Living Out Loud                                                                         |                            |            |
| 1999   | Life Tastes Good                                                                        |                            |            |
| 1999   | 地球最後の男 The Last Man on Planet Earth                                               |                            | テレビ映画 |
| 2000   | アウトブレイク2000 Runaway Virus                                                        | モニーク・チャオ           | テレビ映画 |
| 2003   | Robot Stories                                                                           | マーシャ                   |            |
| 2004   | デイ・アフター・トゥモロー The Day After Tomorrow                                       | ジャネット・トカダ         |            |
| 2005   | Gaijin - Ama-me Como Sou                                                                | マリア・ヤマシタ・サリナス |            |
| 2006   | ザ・ブレイブ・ウォー 第442部隊 Only the Brave                                           | メアリー・タカタ           |            |
| 2007   | 爆発感染 レベル5 Pandemic                                                               | メリッサ・ロー             | テレビ映画 |
| 2008   | アイズ The Eye                                                                          | Mrs. Cheung                |            |
| 2010   | TEKKEN -鉄拳- Tekken                                                                    | 風間準                     |            |
| 2016   | グッド・ネイバー The Good Neighbor                                                      | ヘザー・クロムウェル       |            |

### テレビシリーズ
| 放映年    | 邦題 原題                                                          | 役名                         | 備考                                   |
| --------- | ------------------------------------------------------------------ | ---------------------------- | -------------------------------------- |
| 1987-1988 | Santa Barbara                                                      | ミン・リー                   | 31エピソード                           |
| 1992      | タイムマシーンにお願い Quantum Leap                                | タムリン・マツダ             | 1エピソード                            |
| 1994      | ジェシカおばさんの事件簿 Murder, She Wrote                         | シャロン・マツモト           | エピソードDeath in Hawaii              |
| 1996-1997 | The Burning Zone                                                   | キバリー・シロマ             | 11エピソード                           |
| 1996,1998 | シカゴホープ Chicago Hope                                          |                              | 別々の役で2エピソード                  |
| 1999      | ふたりは友達? ウィル&グレイス Will & Grace                         | ナオミ                       | 1エピソード                            |
| 2000      | 刑事ナッシュ・ブリッジス Nash Bridges                              | エイミー・チン               | 2エピソード                            |
| 2001      | プロビデンス Providence                                            | メアリー・キャシディ         | 1エピソード                            |
| 2001      | 女検死医ジョーダン Crossing Jordan                                 | グレイス・ヤクラ             | 3エピソード                            |
| 2002      | ザ・シールド ルール無用の警察バッジ The Shield                     | ワンダ・ヒゴシ               | 1エピソード                            |
| 2002-2003 | 犯罪捜査官ネイビーファイル JAG                                     | トレイシー・マネッティ       | 第8シーズンの準レギュラーで7エピソード |
| 2002-2003 | 24 -TWENTY FOUR- 24                                                | ジェニー・ドッジ             | 第2シーズンの5エピソード               |
| 2003      | CIA:ザ・エージェンシー The Agency                                  | エリザベス                   | 2エピソード                            |
| 2004,2005 | NORTH SHORE ノース・ショア North Shore                             | シャオ                       | 2エピソード                            |
| 2006      | マダム・プレジデント 星条旗をまとった女神 Commander in Chief       | ランディ                     | 1エピソード                            |
| 2006      | スターゲイト SG-1 Stargate SG-1                                    | シェン                       | 2エピソード                            |
| 2006,2008 | スターゲイト アトランティス Stargate: Atlantis                     |                              | エピソード                             |
| 2006-2009 | ユーリカ 〜事件です!カーター保安官〜 Eureka                        | キム                         | 5エピソード                            |
| 2008      | 女捜査官グレイス ～天使の保護観察中 Saving Grace                   | トリ・チェン                 | 1エピソード                            |
| 2008,2010 | HEROES Heroes                                                      | イシ・ナカムラ（ヒロの母親） | 2エピソード                            |
| 2009      | 名探偵モンク Monk                                                  | 市会議員アイリン・ヒル       | 第7シーズンの1エピソード               |
| 2009      | メンタリスト The Mentalist                                         | ローリ・メディナ             | 第1シーズンの1エピソード               |
| 2009      | クリミナルマインド Criminal Minds                                  | CDC リンダ・キムラ           | 第4シーズンの1エピソード               |
| 2009      | CSI:マイアミ CSI: Miami                                            | サラ・フォーダム             | 1エピソード                            |
| 2008-2009 | General Hospital                                                   | ジゼル                       | 6エピソード                            |
| 2009      | プライベート・プラクティス 迷えるオトナたち Private Practice       | ケイティの弁護士             | 1エピソード                            |
| 2010      | メンフィス・ビート ～南部警察 人情派～ Memphis Beat                | ノーリーン・ドレイク         | 1エピソード                            |
| 2010-2011 | LAW & ORDER:LA Law & Order: Los Angeles                            | 検視官ミワコ・ニシザワ       | 10エピソード                           |
| 2011-2012 | Glee glee                                                          | ジュリア・チャン             | 第3シーズンの3エピソード               |
| 2012      | Days of Our Lives                                                  | エレン・ユー                 | 8エピソード                            |
| 2012      | 跳べ!ロックガールズ ～メダルへの誓い Make It or Break It           |                              | 1エピソード                            |
| 2012      | TOUCH/タッチ Touch                                                 | カズコ・オスギ               | 1エピソード                            |
| 2013      | BONES Bones                                                        | アリス・クロフォード         | 1エピソード                            |
| 2013      | トゥルーブラッド True Blood                                        | ミセス・スズキ               | 1エピソード                            |
| 2014-2017 | ティーン・ウルフ Teen Wolf                                         | ノシコ・ユキムラ             | 17エピソード                           |
| 2017-     | グッド・ドクター 名医の条件 The Good Doctor                        | アレグラ・アオキ             |                                        |
| 2018      | 高い城の男 The Man in the High Castle                              | タミコ・ワタナベ             |                                        |
| 2020      | スタートレック:ピカード Star Trek: Picard                          | オウ准将                     | 6エピソード                            |
| 2021      | コブラ会 Cobra Kai                                                 | クミコ                       | 2エピソード                            |
| 2023      | モナーク: レガシー・オブ・モンスターズ Monarch: Legacy of Monsters | キャロライン・ランダ         | 2エピソード                            |

## アルバム
- Sweet Surprise (1987，ポリドール)